# Escola Valenciana
Escola Valenciana - Federació d'Associacions per la Llengua (en castellano, Escuela valenciana - Federación de Asociaciones por la Lengua) es una entidad cívica española formada por 26 asociaciones comarcales y de ámbito valenciano. El principal objetivo de la entidad es la normalización lingüística en todos los ámbitos de uso del valenciano, impulsando la inmersión lingüística en valenciano en el sistema educativo de la Comunidad Valenciana. Históricamente ha respaldado las tesis pancatalanistas de formación política de los denominados Países Catalanes. Es una entidad subvencionada por la Generalidad de Cataluña, la Generalidad Valenciana y la Diputación de Valencia.

## Actividades

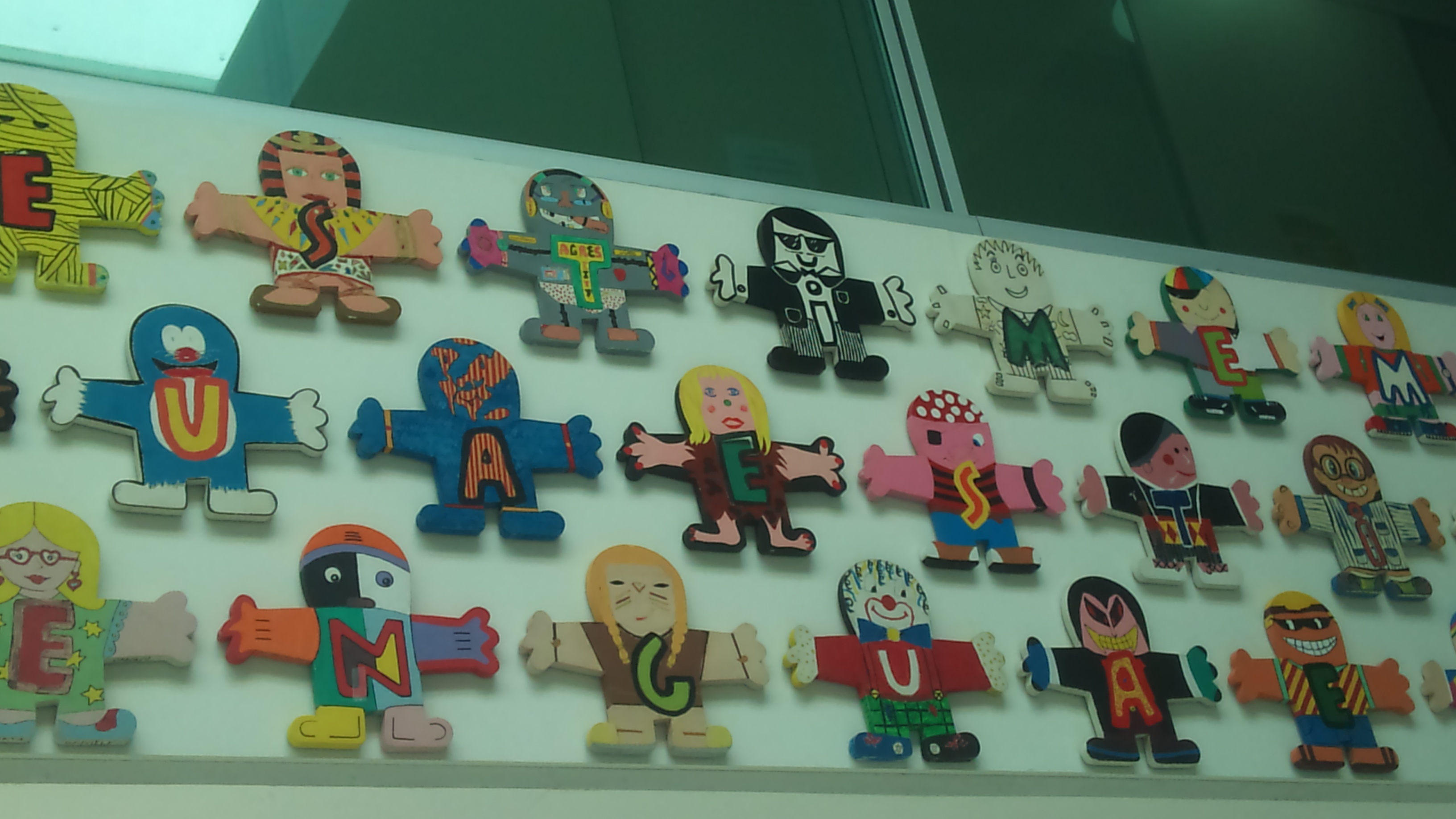
Vista parcial del mural realizado por Javier Mariscal y los estudiantes de las escuelas en valenciano, en el encuentro de escuelas en valenciano del año 1995

Escola Valenciana organiza cada año La Nit d'Escola Valenciana (La Noche de Escuela Valenciana), donde se otorgan los galardones que entrega la entidad a personas y colectivos que trabajan por la normalización lingüística en diferentes ámbitos de uso. También se presenta el lema y la imagen de las Trobades d'Escoles en Valencià (Encuentros de Escuelas en Valenciano) de esa edición. Estos actos no han estado exentos de polémica, debido a la utilización por parte de Escola Valenciana de banderas de Cataluña y referencias  de ideología catalanista.
La entidad cívica cuenta con el proyecto Amigo-Amiga de Escola Valenciana, para implicar directamente las personas que cruzan en una visión del Comunidad Valenciana que vela por el valenciano como máximo símbolo de identidad. En este sentido, intentan generar un vínculo social y económico que permita hacer realidad las principales actividades que lleva a cabo Escola Valenciana y en la que los Amigos y las Amigas de Escola Valenciana ayudan con sus aportaciones a llevar adelante la tarea diaria de hacer del valenciano la lengua oficial de uso normal.
Desde 2009, los galardones se otorgan a personas, entidades culturales y empresas que son ejemplo de promoción y uso social del valenciano, se denominan "Intentando la libertad" y están diseñados por Andreu Alfaro, escultor valenciano de renombre internacional.
Desde 2004, la Nit de Escola Valenciana se ha celebrado en la ciudad de Valencia, El Puig, Alcira, Játiva, Godella, Calpe, Castellón de la Plana, Alcoy, La Eliana, Alicante, Canet de Berenguer y Albal.

### Listado de galardonados por la noche de Escola Valenciana
- Carme Miquel (Galardón a la Trayectoria Individual, 2014)
- Pep Gimeno "Botifarra" (Galardón al Uso Social del Valenciano, 2014)
- Red Vives de Universidades (Galardón Extraordinario, 2014)
- Adela Costa (Galardón a la Trayectoria Individual, 2013)
- CEIPs Sant Cristòfor Màrtir de Picasent y Rei en Jaume y Ramon y Cajal de Chirivella (Galardón al Uso Social del Valenciano, 2013)
- Grup Murbíter (Galardón Extraordinario, 2013)
- Joan Ponsoda (Galardón a la Trayectoria Individual, 2013)
- Al Tall (Galardón al Uso Social del Valenciano, 2013)
- Vicent Pitarch (Galardón Extraordinario, 2013)
- Paco Muñoz (Galardón a la Trayectoria Individual, 2012)
- Revista Saó (Galardón al Uso Social del Valenciano, 2012)
- Coro de La Eliana (Galardón Extraordinario, 2012)
- Empar Granell (Galardón a la Trayectoria Individual, 2011)
- Babaclub y Canal Super3 (Galardón al Uso Social del Valenciano, 2011)
- Belén de Tirisiti y Francesc de Paula Burguera (Galardón Extraordinario, 2011)
- Isabel Rios (Galardón a la Trayectoria Individual, 2010)
- Obrint Pas  (Galardón al Uso Social del Valenciano, 2010)
- Belén de la Pigà (Galardón Extraordinario, 2010)
- Tudi Torró (Galardón a la Trayectoria Individual, 2009)
- Conta Conta Produccions y Albena Teatre (Galardón al Uso Social del Valenciano, 2009)
- Ediciones Bromera (Galardón Extraordinario, 2009)
- Vicent Pascual (Galardón a la Trayectoria Individual, 2008)
- Club de baloncesto Pamesa Valencia (Galardón al Uso Social del Valenciano, 2008)
- Tratado de Almisrà (Galardón Extraordinario, 2008)
- VilaWeb (2007)
- Colectivo Ovidi Montllor de Músicos y Cantantes en Valenciano, COM (2006)
- Vicent Marçà (2005)
- Colegio Censal de Castellón y Colegio Público San Jaime de Almoines, como las primeras escuelas que iniciaron la enseñanza en valenciano (2004)

## Reconocimientos recibidos
- Premio Martí Gasull i Roig, 2015.[10]
- Premio Internacional Linguapax, 2014.
- Premio 9 d'Octubre de Educación y Cultura del Ayuntamiento de Alboraya, 2013.
- Premio Uso y Enseñanza en Valenciano de los Premios Educación del PSPV-PSOE, 2013.
- Premio Valenciano del año de la Fundació Huguet, 2012.
- Premio Importante de Levante-EMV, 2012.
- Premio Moragues-Basset del Casal Pere III/Ateneu, 2011.
- Creu de Sant Jordi de la Generalidad de Cataluña, 2010.
- Premio del Colectivo Francisco Macià, 2009.
- Premio de la Associació Cívica Amics d'Aiora, 2009.
- Premio Francesc Layret, 2009.
- Premio Importante de Levante-EMV, 2009.
- Premio Memorial Francesc Macià de la Fundació Josep Irla, 2009[11]
- Premio Ciudadanos, 2008.
- Premio de la Societat Econòmica d'Amics del País, 2007.
- Premio Nacional de Cultura de la Generalidad de Cataluña, 2006.
- Premio Ciudad de Denia otorgado por el EPA, 2005.
- Premio del Colectivo Serrella de Bañeres, 2005.
- Premio de la Noche de la Cultura balear otorgado por la OCB, 2005.
- Premio Josep Climent de Castellón, 2005.
- Premio del Moviment Scout de Valencia, 2004.
- Premio Jaime I de Aragón de la Franja de Aragón, 2004.
- Premio Joan Corominas por la Actuación Cívica como colectivo, 2003.
- Premio Tirante el Blanco a la Acción Cívica, 2002.
- Premio 9 d'octubre Vila de Xàbia a la Acción Cívica, 2002.
- Premio Vicent Ventura, 2001.
- Premio Tio Canya. Casal Jaume I de Alcudia, 2000.
- Premio Socarrat d'Or. Villarreal, 1998.
- Premio a las Libertades Nacionales, Unitat del Poble Valencià, 1997.
- Premi d'Honor Fundació Jaume I. Àmbit d'Actuació Cívica, 1997.
- Premio Villa de Ondara a la Promoción Lingüística. Àmbit Educatiu, 1997.
- Premio de Honor Villa de Pedreguer, 1994.

## Subvenciones
Escola Valenciana ha recibido subvenciones del Ministerio de Cultura, y de forma más habitual de la Generalidad Valenciana y la Generalidad de Cataluña. Esta última le concedió en el año 2011 193.500 euros, que se suman a los 102.900 del 2013 y a los 110.000 del primer semestre de 2014, en el segundo semestre de 2015 la  subvención fue de 125.000 lo que hace un total de 432.400 euros.

## Presidentes
- Josep Chaqués (1990-1991)
- Carme Miquel (1991-1994)
- Vicent Romans (1994-2002)
- Diego Gómez (2002-2010)
- Vicent Moreno (2010-2018)
- Natxo Badenes (2018-)[17]